# لیزا سوهو
لیزا سوهو (به لاتین: Leeza SOHO) یک ساختمان در چین است که در Taipingqiao Subdistrict واقع شده‌است.